# Antifragile
Antifragile är det amerikanska metalcorebandet All That Remains tionde studioalbum. Det släpptes i januari 2025 i egenregi, då bandet stod utan skivbolag. Albumet gavs även ut på vinyl.
Skivan producerades och mixades av Josh Wilbur som tidigare producerat bandets sjunde album The Order of Things (2015).
Antifragile var det första albumet med återvändande basisten Matt Deis och den nye trummisen Anthony Barone. Det var även bandets första släpp utan mångårige gitarristen Oli Herbert som avled strax före utgivningen av det förra albumet Victim of the New Disease (2018). Han ersattes av Jason Richardson.
Fyra singlar släpptes från albumet: "Divine", "Let You Go", "No Tomorrow" och "Forever Cold".

## Låtlista
1. "Divine" – 3:39
2. "Kerosene" – 4:24
3. "No Tomorrow" – 4:40
4. "The Piper" – 4:23
5. "Antifragile" – 4:31
6. "Forever Cold" – 4:43
7. "Poison It" – 3:52
8. "Let You Go" – 3:51
9. "Cut Their Tongues Out" – 3:22
10. "Blood & Stone" – 5:54

## Medverkande
Musiker
- Philip Labonte – sång
- Mike Martin – gitarr
- Jason Richardson – gitarr
- Matt Deis – basgitarr
- Anthony Barone – trummor

Produktion
- Josh Wilbur – producent, mixning